# Luke Mably
Luke Mably (né Thomas Luke Mably le 1er mars 1976), est un acteur britannique. Il a fait ses études à Birmingham à l'université anglaise School of Speech and Drama.

## Filmographie
| Année | Films                                   | Rôle                           | Notes       |
| ----- | --------------------------------------- | ------------------------------ | ----------- |
| 1999  | Holby City                              | Paul                           |             |
| 2000  | Au commencement... (In the Beginning)   | Isaac (jeune)                  | Mini série  |
| 2000  | Dream Team (TV)                         | Scott Lucas                    | 2000 – 2002 |
| 2001  | 1943 l'ultime révolte (Uprising)        | Zachariah Artenstein           |             |
| 2002  | 28 jours plus tard (28 days later)      | Clifton                        |             |
| 2002  | EastEnders                              | Ryan                           |             |
| 2003  | 4.37                                    | Jay                            |             |
| 2004  | Le Prince et Moi                        | Prince Edvard / Eddie Williams |             |
| 2005  | Spirit Trap                             | Tom                            |             |
| 2005  | Appelez-moi Kubrick (Colour Me Kubrick) | Rupert Rodnight                |             |
| 2006  | The Prince and Me 2: The Royal Wedding  | King Edvard/Eddie              |             |
| 2006  | L'amour hors limite (Deceit)            | Brian                          |             |
| 2007  | Who Gets the Dog?                       | Hugo Delaney-Jones             |             |
| 2007  | Save Angel Hope                         | Henry                          |             |
| 2007  | Kingdom                                 | Mark Larsen                    |             |
| 2009  | Maggie Hill                             | Ben Emerson                    |             |
| 2009  | Exam                                    | White                          |             |
| 2009  | Star Crossed                            | Alex Pierce                    |             |
| 2010  | The Gates (série télévisée)             | Dylan Radcliff                 |             |
| 2011  | Médecins de combat                      | Dr Simon Hill                  |             |
| 2011  | Saving Amy                              | Peter                          |             |
| 2022  | La Guerre des mondes (série télévisée)  | Scott                          |             |